# Hög musik

Musik på extremt hög ljunivå kan leda till irritation, och ibland även vara olaglig

Begreppet hög musik syftar ofta på musik som spelas på en volym som stör andra, som grannar eller andra, som inte vill höra musiken, eller på hög volym och kan betraktas som buller. Begreppet kan omfatta både levande sång och musik med instrument, eller musik som spelas via radio, CD- eller MP3-spelare med en förstärkande ljudanläggning. Den korrekta benämningen är egentligen stark musik, alternativt musik med hög volym, eftersom höga/låga ljud syftar på frekvensinnehållet. 
Att spela “hög musik” som kan höras på andra ställen än där den spelas (som ett hus, en lägenhet, hotellrum, eller ett fordon) anses hänsynslöst av många människor och samhällen som ett asocialt beteende, att det bryter det sociala kontraktet för att ett samhälle ska fungera väl med inbördes hänsyn. Till detta hör även bruket av hörlurar som läcker ut störande ljud, vilket har lett till förbud mot sådan störning inom kollektivtrafik. 
Dock accepteras “hög musik” i vissa miljöer, som nattklubbar eller konserter, efter tillstånd. 
I hyreskontrakt för bostäder finns ofta förbud att orsaka störande oväsen exempelvis mellan 22.00 och 7.00. Enstaka undantag kan ofta medges genom överenskommelse för tillfällen såsom 50-årsfest eller nyårsfest. Upprepad störning kan leda till uppsägning eller laglig påföljd och hyresvärden ska underrätta socialnämnden om olägenheten. Hyresvärden har vid uppsägning rätt till skadestånd enligt 12 kap. 42 § jordabalken.
Enligt 12 kap. 25 § jordabalken ska hyresgäst "till att de som bor i omgivningen inte utsätts för störningar som i sådan grad kan vara skadliga för hälsan eller annars försämra deras bostadsmiljö att de inte skäligen bör tålas". Hyresrätten är enligt 12 kap. 42 § jordabalken förverkad om 25 § inte följs. Detta omfattar både musik och oväsen skapat med rösten eller springande i trappor etc.
Ofta förekommande musik på dagtid har behandlats i domstol som "sanitär olägenhet" med varierande utfall, exempelvis 2 timmars pianospel före kl 19 har godkänts av HD i Sverige då man hade mätt bullernivån. Oväsen i trapphus och allmän högljuddhet lett till dom om uppsägning med anledning av störningen.
Enligt Folkhälsomyndighetens föreskrift FoHMFS 2014:13 "Folkhälsomyndighetens allmänna råd om buller inomhus" innebär ljud om 45 dB maximalt eller 30 dB ekvivalent som tränger in i bostaden en olägenhet enligt 9 kap. 3 § Miljöbalken.
Om man avsiktligt stör granne eller annan kan det rubriceras som "ofredande" och faller under brottsbalken, 4 kap. 7 § "Den som handgripligen antastar eller medelst skottlossning, stenkastning, oljud eller annat hänsynslöst beteende eljest ofredar annan, döms för ofredande till böter eller fängelse i högst ett år." Störande musik har använts för musiktortyr, bland annat vid förhör av fångar under USA:s kontroll.
“Hög musik” kan få permanenta hälsoeffekter. Sedan 2005 är högsta tillåtna ljudnivå på arbetsplatser och liknande 80 dB, och 40 dB om samtal ska kunna föras. Musik spelad på 90 dB nivå under 8 timmar, eller 130 dB under 4 minuter har visats leda till hörselskaderisk. 140 dB innebär stor risk för permanent hörselnedsättning. Många musiker använder hörselskydd på grund av alltför hög ljudnivå vid konserter, och hörselskador såsom tinnitus är vanliga (ca 75%), redan i unga år.